# Nornalup
Nornalup is een plaatsje in de regio Great Southern in West-Australië. Het ligt 432 kilometer ten zuidzuidoosten van Perth en 8 kilometer van Walpole. 
Het dorpje ligt langs de South Coast Highway, aan de oevers van de rivier de Frankland. De naam komt van een samentrekking van de Nyungahwoorden 'Norne' en 'Up'. 'Norne' betekent "zwarte slang". Daarmee wordt de Australische tijgerslang bedoeld. 'Up' betekent "plaats van". Nornalup betekent dus "plaats van de zwarte slang". De regio trekt, vroeger meer dan nu, slangen aan door de rivieren en moerassen. Tijgerslangen eten kikkers.

## Geschiedenis
In 1841 bereikte de expeditie van Nairne Clark 'Fresh Water Creek'. Solomon Aspinall zeilde en roeide zijn boot naar de Nornalup-inham. Ze kregen hulp van de plaatselijke aboriginalbevolking bij het opzetten van hun kamp en de jacht op kangoeroes.
Frank Bellager en zijn familie, samen met zijn broer André, waren de eerste kolonisten in Nornalup aan de rivier de Frankland in 1910. Pierre kwam reeds in 1909 aan met de schoener Grace Darling onder kapitein Douglas. Ze werden afgezet met genoeg materiaal voor een huis met twee slaapkamers. Zijn familie volgde op het einde van het jaar. Zijn broer reisde over land vanuit Denmark met twee pakpaarden en een melkkoe. De originele Bellanger-hofstede werd afgewerkt in 1914.
In 1911 arriveerden de Thompsons en in 1919 de Swarbricks. In 1929 ging het Nornalup treinstation open op de lijn Denmark-Nornalup. Kapitein Tom Price werd er huisbewaarder en bleef dertig jaar op post. Het station sloot in 1957.
In 1930 kwamen 120 mannen in drie groepen toe met de trein. Premier Mitchell had een nieuw vestigingsprogramma voor de streek uitgewerkt en hoopte er een zuivelindustrie te ontwikkelen. De eerste twee jaar bouwden ze wegen en rooiden ze bossen, eerst aan 15 pond per are en in 1932 zelfs aan 5 pond per are. Ze leefden, sommigen met hun families, in een tentenkamp. 100 kavels werden klaargemaakt voor boerderijen maar slechts 85 bleken geschikt. Elke boerderij kreeg een koe. Werkpaarden werden gedeeld.
Rond 1930 was de Boxall Tree een plaatselijke toeristische attractie. De grote karriboom was de hoogste van de hele regio. Mensen werden ernaartoe gebracht via de rivier de Frankland en kerfden hun naam in de boom. De karri werd aangetast door een brand in de jaren 1950 en werd sindsdien met rust gelaten. Het gebied werd nationaal park en mocht terug dichtgroeien. De boom staat nu verborgen in een bos omringd door tinglebomen.
In 1932 werd het gebied voor het dorpje Walpole geselecteerd. In 1934 kreeg dat zijn naam. In 1935 werd er een postkantoor gebouwd en een telefoonlijn naar Nornalup getrokken door Bob Nockolds.
In 1937 werd de brug over de rivier de Frankland vernietigd door een brand. De zomer van 1937 was zo droog dat hevige branden de regio teisterden. Toen een brand Nornalup naderde, ontwikkelde de brand zich in een kroonvuur. Een nieuwe brug werd een jaar later geopend op 16 februari 1938.
Tegen 1938 hadden de meeste overblijvende boeren 8 koeien. De boterfabriek wilde enkel nog botervet. De boeren kochten varkens en gaven ze magere melk, het restproduct, om hun inkomen aan te vullen. Na de crisis van de jaren 30 kwam de Tweede Wereldoorlog. Mannen trokken naar het front. Scholen waren maar af en toe open. Het Nornalup-hospitaal sloot de deuren. Uiteindelijk bleven maar 13 boeren uit 1930 over maar anderen zouden terugkeren, nieuwe zouden arriveren.

## Toerisme
Nornalup ligt aan het nationaal park Walpole-Nornalup. In het westen ligt de Nornalup-inham. Ten oosten ligt de Valley of the Giants met zijn Tree Top Walk.
De oude spoorlijn Denmark-Nornalup is een pad geworden dat men kan bewandelen, fietsen of berijden met paard of ezel. Het pad maakt deel uit van de 1.000 kilometer lange Munda Biddi Mountainbikeroute.

## Transport
Nornalup ligt langs de South Coast Highway die Walpole, via Albany en Ravensthorpe, met Esperance verbindt. In Walpole sluit de weg aan op de South Western Highway en in Esperance op de Coolgardie–Esperance Highway.

## Galerij

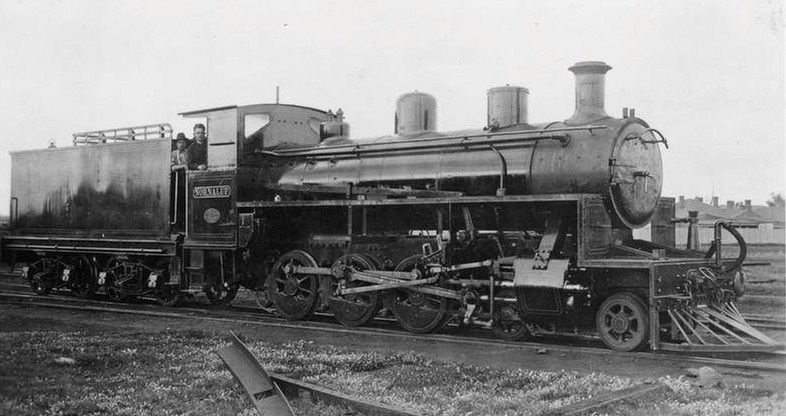
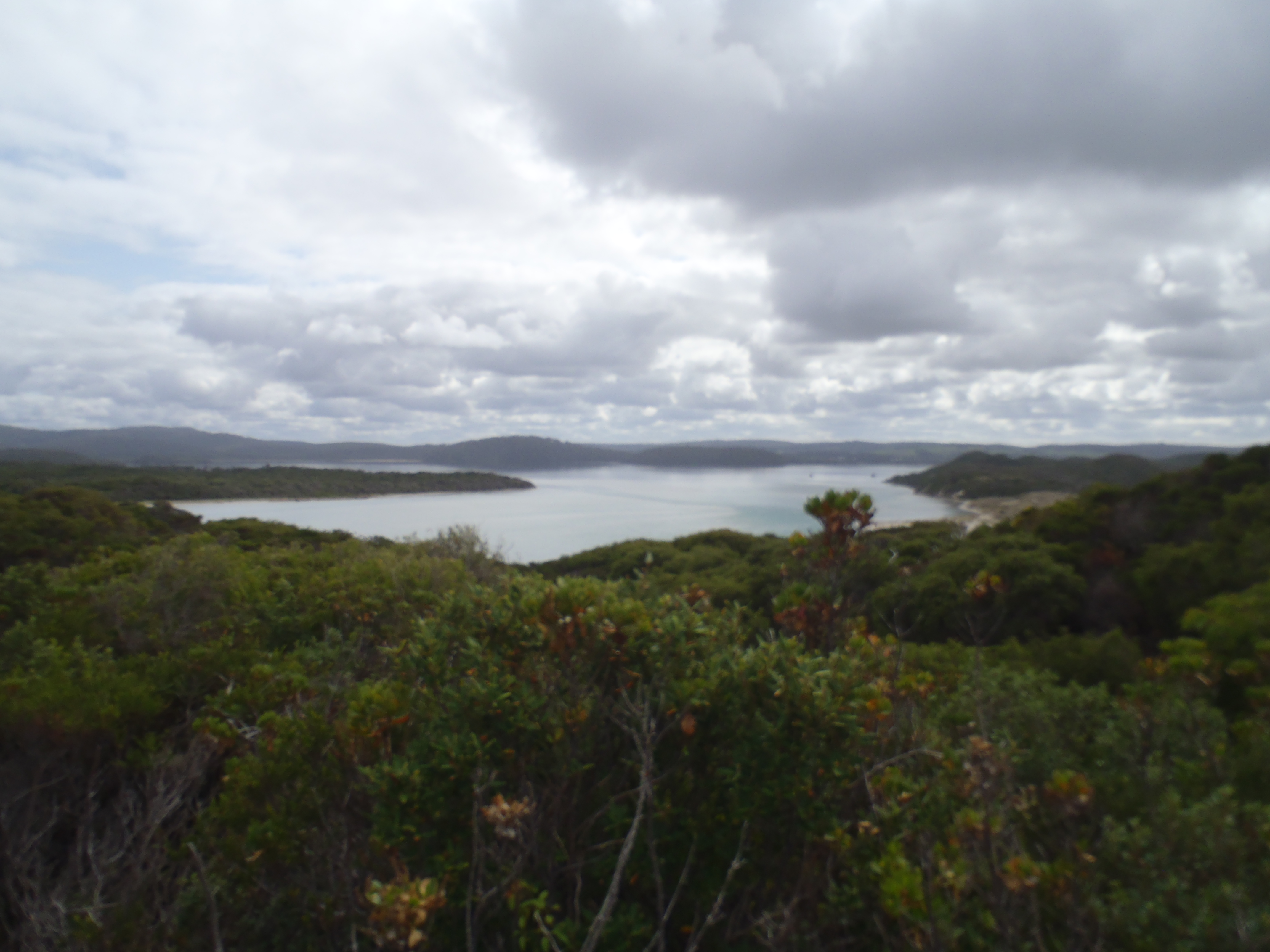
Nornalup
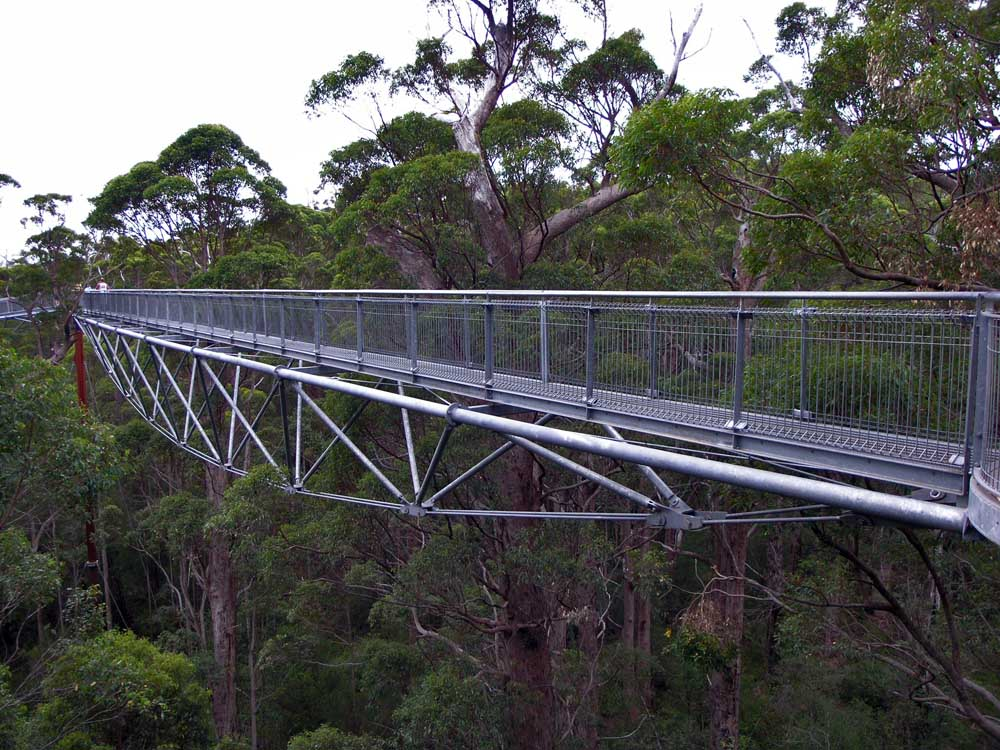
Tree Top Walk

Albany · Amelup · Badgebup · Borden · Bornholm · Boscabel · Bow Bridge · Boxwood Hill · Bremer Bay · Broomehill · Cartmeticup · Chinocup · Cranbrook · Denmark · Elleker · Frankland River · Gairdner · Gnowangerup · Jerramungup · Jingalup · Kalgan · Katanning · Kendenup · King River · Kojonup · Kwobrup · Little Grove · Lower King · Manypeaks · Mount Barker · Muradup · Narrikup · Needilup · Nornalup · Nyabing · Ocean Beach · Ongerup · Pingrup · Porongurup · Redmond · Tambellup · Tenterden · Torbay · Tunney · Wellstead · Woodanilling